# Sia Furler
Sia Kate Isobelle Furler (n. 18 decembrie 1975, Adelaide), cunoscută simplu ca Sia, este o cântăreață australiană de muzică downtempo, pop și jazz. A lansat șapte albume de studio și a câștigat notorietate internațională la începutul anilor 2010 mulțumită unor colaborări cu Christina Aguilera, Flo Rida sau David Guetta.

## Cariera și activitatea

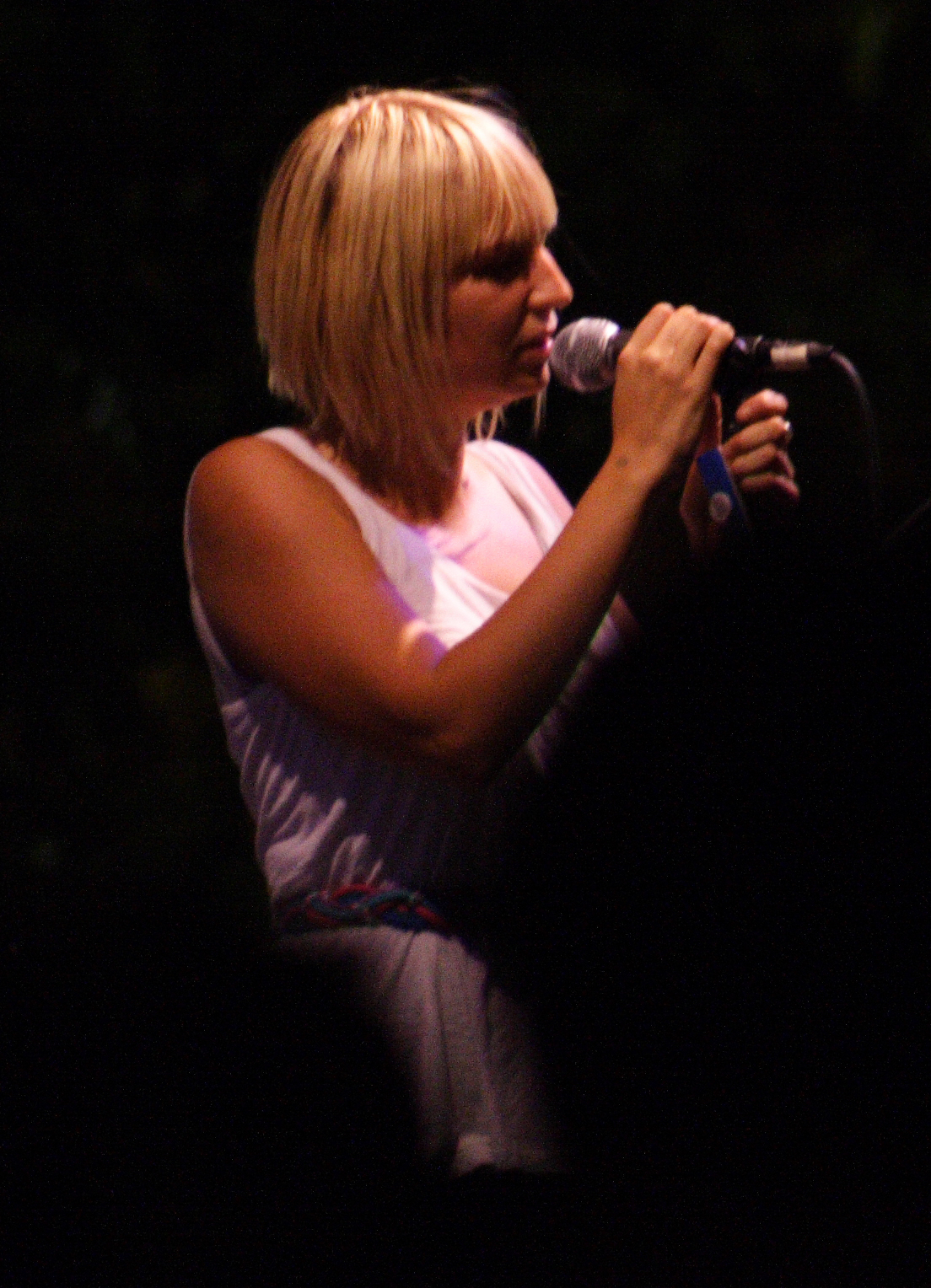
Sia în concert în 2006

Sia Kate Isobelle Furler s-a născut pe 18 decembrie 1975, în Adelaide, Australia. Tatăl său, Phil Colson, este muzician și a fost membru al mai multor formații, printre care Foreday Riders, Rum Jungle, Fat Time, Jump Back Jack și Mount Lofty Rangers. Mama sa, Loene Furler, este, de asemenea, cântăreață, compozitoare și muziciană. Sia este nepoata actorului și cântărețului Kevin Colson, și a muzicianului Colin Hay, membru al formației australiene Men at Work. Sia a spus că, în calitate de copil, ea a imitat stilul și efectuarea Arethei Franklin, a lui Stevie Wonder și a lui Sting, pe care i-a considerat influențele ei timpurii. A urmat Adelaide High School, absolvind în 1994. La mijlocul anilor 1990, Sia și-a început cariera ca o cântăreață în trupa local Crisp, fiind o trupă de jazz-acid. În 1997 Crisp s-a desființat, iar Sia a compus o serie de piese și a scos primul său album, OnlySee, la casa de discuri Flavoured Records din Australia. Albumul a fost vândut în peste 1.200 de exemplare.

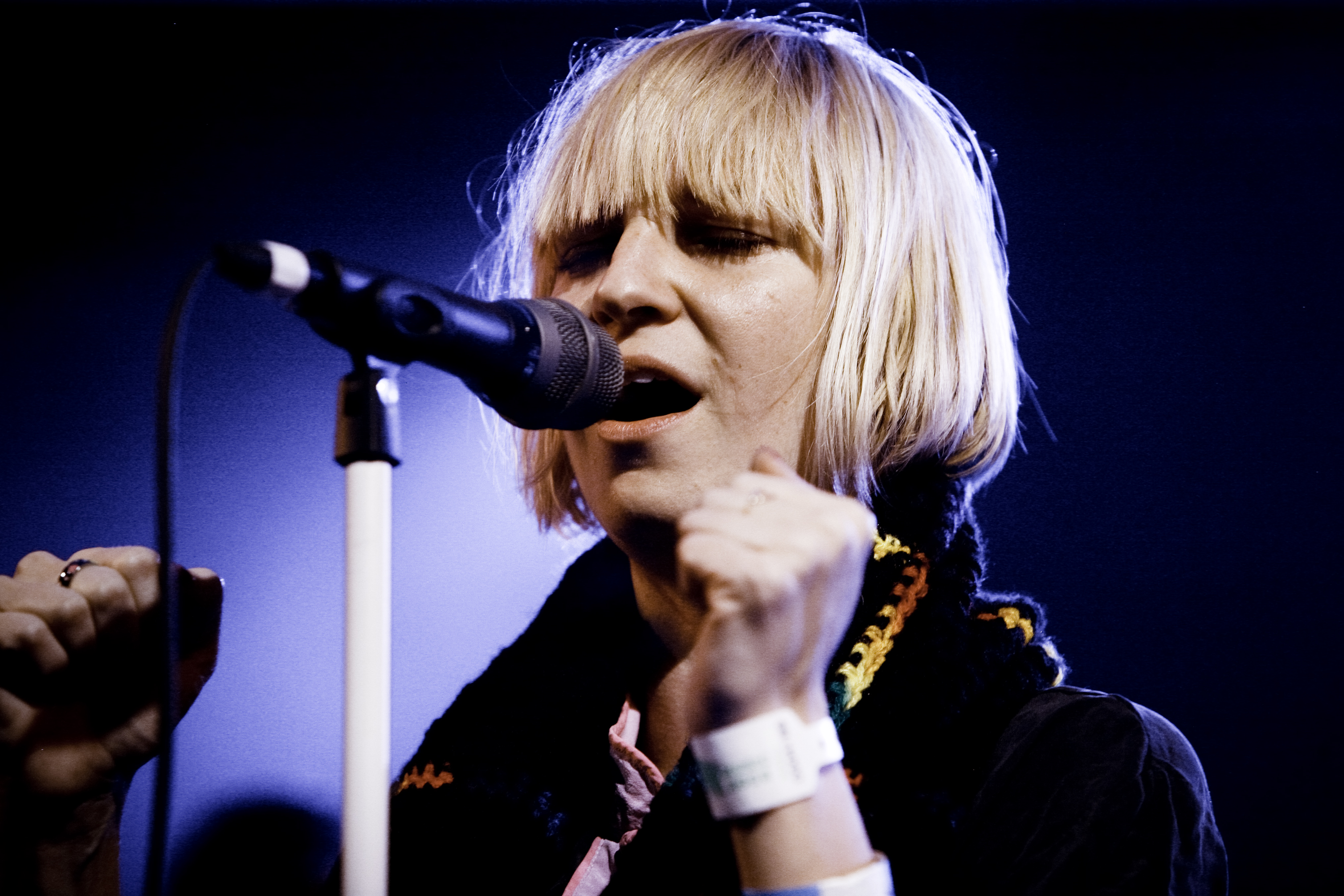
Sia în 2008

În anul 2000, Sia a semnat un contract de înregistrare cu Sony Music a sub label-ul Dance Pool și a lansat primul ei single, „Taken for Granted”, care a ajuns pe locul 10 în UK Singles Chart. În 2001, ea a lansat al doilea album al ei solo, Healing Is Difficult, care îmbina jazz retro și muzică soul. Colegii și managerul Siei au fost nemultumiți și invidioși pe promovarea albumului său. Astfel Sia și-a concediat managerul, iar apoi a semnat un nou contract cu Go! Beat Records. În 2002, a câștigat APRA Award în categoria Breakthrough compozitor, alături de duoul pop Aneiki, din Brisbane, format din Jennifer Waite și Grant Wallis.

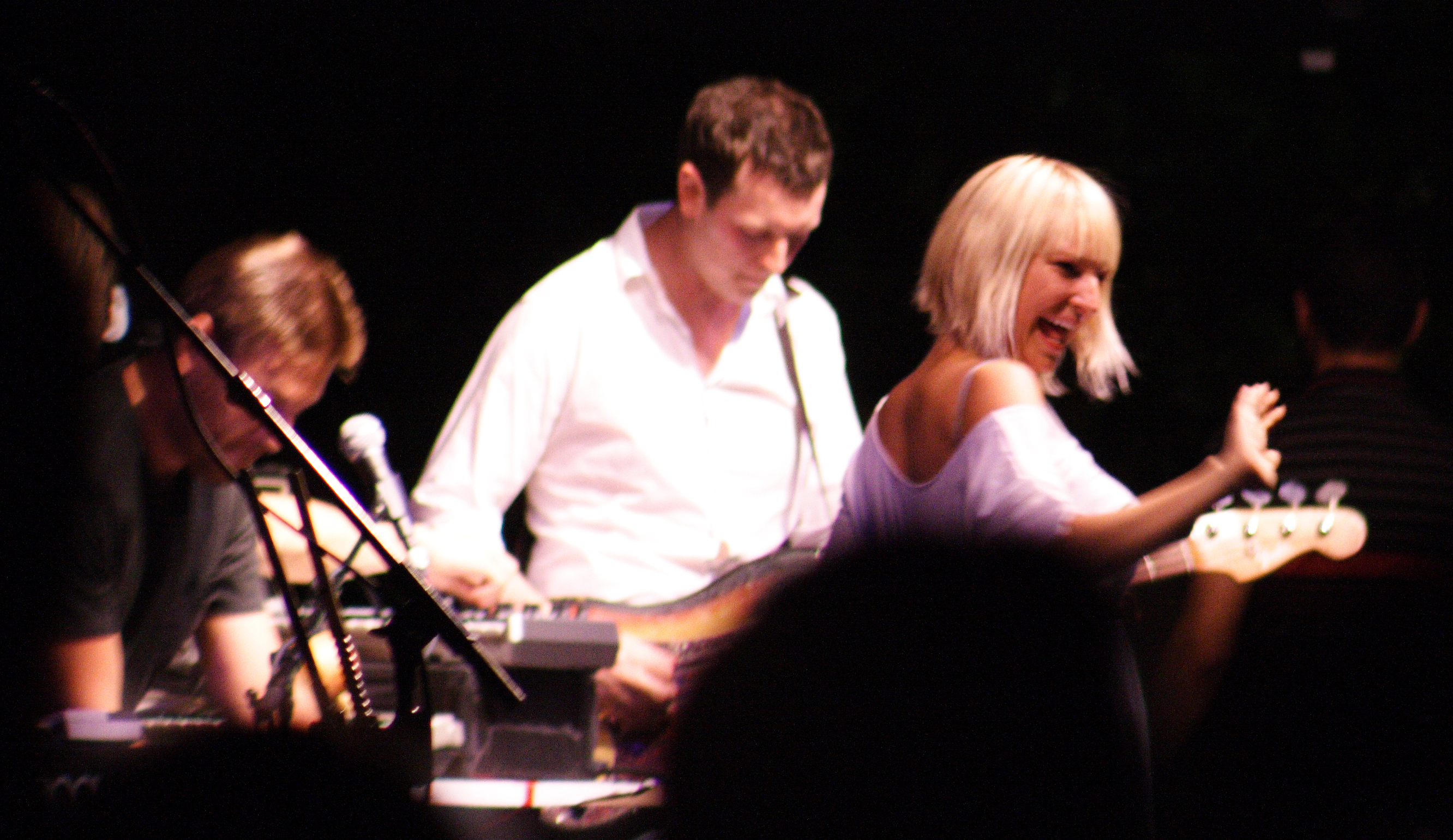
Sia în concert

În 2004 Sia și-a lansat al treilea album de studio, Colour the Small One. Albumul are un amestec de instrumente acustice și suport electronic pentru material. Albumul a dat naștere celor patru discuri single care au fost în top 20 în Statele Unite ale Americii: „Breathe Me”, „Don't Bring Me Down”, „Where I Belong” și „Numb”. Nemulțumită de vânzările albumului Colour the Small One, Sia se mută în New York în 2005. Își continuă cariera cu materiale pentru alți artiști precum: Katy Perry, Rihanna, David Guetta, Eminem, Christina Aguilera și alții, fără a mai lansa vreun alt material discografic până în anul 2008, când lansează albumul „Some People Have Real Problems”.
În 2010 Sia intră într-o depresie severă cauzată de moartea tatălui ei, Phil Colson, pe care nu l-a putut salva de băuturile alcoolice. Această depresie o face pe Sia să se îndepărteze din ce în ce mai mult de lume, recurgând la diferite tehnici și metode de a-și ascunde fața. Tot în anul 2010 Sia lansează cel de-al cincilea album de studio al său, We Are Born, ca o nouă speranță după moartea tatălui său. În 2013 primește provocarea de a scrie o piesă pe moment de la o televiziune americană. În doar 18 minute Sia a compus muzica și versurile hit-ului anului 2014 „Chandelier”. Peste 2 săptămâni, melodia ajunge la radio și pe locul 3 în topul internațional al revistei Billboard. Tot în anul 2014, Sia lansează cel de-al șaselea album al său, 1000 Forms of Fear. Devine cea mai celebră cântăreață al anului cu hitul „Chandelier”, cu colaborarea starului din „Dance Mom's”, Maddie Ziegler. În 2015 Sia câștigă premiul pentru „Înregistrarea anului” la a 57-a ediție a premiilor Grammy cu melodia Chandelier. În același an, Sia lansează „Elastic Heart”, care ilustrează povestea ei și a tatălui său și va lansa cel de-al șaptelea album de studio, This Is Acting (2016). Astfel, Sia pășește pe urmele Arethei Franklin, Madonnei și ale Ellei Fitzgerald, devenind noua regină a muzicii pop. În 2016 scrie cântecul Cheap Thrills.
Sia a dezvăluit pentru The Howard Stern Show că ea crede în Dumnezeu și este feministă. De asemenea, este vegană. În 2023 aceasta anunța public că suferă de autism.

## Discografie

### Albume de studio
- OnlySee (1997)
- Healing Is Difficult (2001)
- Colour the Small One (2004)
- Some People Have Real Problems (2008)
- We Are Born (2010)
- 1000 Forms of Fear (2014)
- This Is Acting (2016)
- Everyday Is Christmas (2017)
- Music (2021)
- Reasonable Woman (2024)